# چون جونگ میونگ
چون جونگ میونگ (کره‌ای: 천정명؛ زادهٔ ۲۹ نوامبر ۱۹۸۰) بازیگر اهل کره جنوبی است. او به خاطر ایفای نقش در مجموعه‌های تلویزیونی ناخواهری سیندرلا، دو دوست و افتخار جین شناخته می‌شود.

## فیلم‌شناسی

### فیلم
- Hansel and Gretel،۲۰۰۷
- Great Enemy ،۲۰۰۶
- The Aggressives ،۲۰۰۵
- R U Ready? ۲۰۰۲

### مجموعه تلویزیونی
- پادشاه کمدی رمانتیک۲۰۱۸، شبکه ocn
- عروس خدای آب۲۰۱۷، شبکه Tvn
- جونگ میونگ۲۰۱۵، شبکه Mbc
- دودوست۲۰۱۲،MBC در نقش چان دونگ
- ناخواهری سیندرلا ۲۰۱۰، شبکهkbs
- چه خبر روباه ۲۰۰۶ شبکه mbc
- خداحافظ سولو ۲۰۰۶ شبکه kbs
- مد ۷۰۲۰۰۵ شبکه sbs
- پکن، عشق من۲۰۰۴ شبکه kbs
- مدرسه ۲ ۱۹۹۹ شبکه kbs۲

## جوایز و نامزدی‌ها
- ۲۰۰۶ Baeksang Film Awards: Rookie of the Year